# Trump Entrepreneur Initiative
La Trump Entrepreneur Initiative (conosciuta anche come Trump University e Trump Wealth Institute) è stata un'azienda attiva nel settore dell'educazione privata che ha tenuto corsi di preparazione per immobiliaristi dal 2005 al 2010, quando chiuse anche a causa delle molte cause giudiziarie intentate nei suoi confronti. L'azienda era sotto la proprietà e la gestione della Trump Organization mentre un'altra compagnia, chiamata Trump Institute, operava sotto licenza della Trump University ma non era posseduta dalla Trump Organization. L'azienda, che era stata fondata nel 2004 dal futuro Presidente degli Stati Uniti d'America, Donald Trump e dai suoi soci, Michael Sexton e Jonathan Spitalny, offriva corsi in compravendita e gestione di immobili, gestione patrimoniale, strategia d'impresa e creazione di ricchezza.
L'organizzazione non figurava comunque tra le università o i college accreditati negli Stati Uniti d'America e non conferiva ai suoi studenti né crediti, né titoli di studio universitari, né forniva valutazioni di essi.
Nel 2011 la compagnia fu messa sotto accusa dall'ufficio del procuratore generale di New York per pratiche commerciali illegali e finì quindi per questo sotto processo nel 2013. La Trump Entrepreneur Initiative è stata anche oggetto di due azioni collettive presso la corte federale. Le cause vertevano sulle accuse rivolte alla Trump University di frodare i propri studenti utilizzando pratiche di marketing ingannevoli e portando avanti tattiche di vendita aggressive.
Sia la compagnia che le cause in cui era coinvolta furono oggetto di rinnovato interesse a causa della campagna elettorale per le elezioni presidenziali del 2016 di Donald Trump. Nonostante avesse più volte ripetuto che non avrebbe mai patteggiato, nel novembre del 2016, dopo essere stato eletto presidente, l'imprenditore cedette e patteggiò per risolvere le cause per un totale di 25 milioni di dollari.

## Storia
All'inizio del 2004, Michael Sexton creò un business plan riguardante un'azienda che offriva corsi di compravendita e gestione di immobili e lo presentò a Donald Trump, offrendosi di pagargli una somma forfettaria in cambio della possibilità di utilizzare il suo nome, ma Trump, invece, decise di voler essere il principale proprietario della nuova azienda. Così, poco dopo nello stesso anno, la Trump University fu fondata a New York da Trump, Sexton e Spitalny, come limited liability company (una forma societaria specifica degli Stati Uniti, circa equivalente alla società a responsabilità limitata), con Donald Trump socio di maggioranza in quanto detentore del 93% della compagnia. Il 23 maggio 2005 la Trump University presentò ufficialmente il proprio programma educativo. e all'evento tenuto in occasione dell'apertura, Trump affermò: "Se dovessi scegliere tra fare un sacco di soldi e impartire un sacco di conoscenza, credo che sarei felice si impartire conoscenza su come fare i soldi".
 Il business plan originario della compagnia prevedeva solo la fornitura di lezioni online ma presto l'offerta si espanse, includendo anche lezioni dal vivo. Oggetto di questi corsi erano principalmente gli investimenti immobiliari, con lo stesso Donald Trump che, nelle pubblicità, affermava: "Posso trasformare chiunque in un vero immobiliarista, incluso te". Solitamente un corso iniziava con un seminario introduttivo tenuto in uno spazio affittato, quale ad esempio una sala da ballo di un hotel, e, durante tale seminario, gli studenti erano sollecitati a iscriversi a corsi addizionali il cui prezzo andava da 1.495 dollari, per un altro seminario, a 35.000 dollari, per il programma "Gold Elite". Stando ai rendiconti della società, ai partecipanti a tali seminari fu venduto un totale di 7.611 partecipazioni ad altri corsi. Di queste, circa 6.000 erano per corsi da 3 giorni al costo di 1.500 dollari, mentre circa un migliaio erano per corsi di classe "silver", "gold" ed "elite", venduti ad un costo variabile da 10.000 a 35.000 dollari.
Secondo Trump il 98% degli studenti ha dato recensioni positive del programma di studio, ma, stando a quanto affermato da alcuni ex studenti, gli impiegati della Trump University facevano pressione sugli stessi studenti per ottenere recensioni favorevoli, dicendogli che avrebbero dovuto riempire il questionario di valutazione a loro fornito per poter poi ottenere i certificati di diploma e non mettendo in atto alcuna procedura per assicurarsi che tali questionari fossero compilati con giudizi obbiettivi.
Negli spot, secondo Sexton ideati dallo stesso Trump, il futuro presidente statunitense affermava di aver personalmente scelto e selezionato gli insegnanti della Trump University, ma in una deposizione del 2012 l'imprenditore ammise di non aver assolutamente mai selezionato alcun docente del programma.
Per un certo periodo, nel 2008, l'azienda utilizzò il nome "Trump Wealth Institute", mentre nel giugno 2010, poco prima di chiudere definitivamente i battenti, cambiò il suo nome da "Trump University" a "The Trump Entrepreneur Initiative."
Il Trump Institute era invece un'azienda diversa che aveva ottenuto dalla Trump University la licenza ad operare in suo nome e dalla quale Donald Trump riceveva una certa somma per ogni posto venduto. L'azienda era posseduta e gestita da Irene e Mike Milin di Boca Raton, in Florida, e ha offerto seminari inerenti alla gestione immobiliare dal 2006 al 2009, anno in cui la sopraccitata licenza è scaduta e non è più stata rinnovata. Benché non fosse coinvolto nelle attività del Trump Institute, Donald Trump aveva comunque registrato una televendita promozionale per l'azienda e appariva in un video introduttivo prima di ogni seminario.

## Accuse di irregolarità e cause legali
Nel corso della sua breve storia, la Trump University fu oggetto di tre diverse cause giudiziarie nelle quali venne accusata di diverse pratiche commerciali illegali, dalla pubblicità ingannevole all'estorsione. Due di queste cause furono azioni collettive federali: una contro la Trump University e i suoi dirigenti, incluso Donald Trump, e una direttamente contro Trump. La terza causa fu invece portata avanti presso la corte dello Stato di New York.

### New York v. Trump Entrepreneur Initiative LLC
Nel 2005, il ministero dell'istruzione dello Stato di New York inviò a Trump, a Sexton e alla Trump University, una lettera nella quale si affermava che essi stavano violando una legge statale utilizzando la parola "university" quando la Trump University non era assolutamente classificata come università, e che non avevano mai richiesto alcuna licenza per fornire alcun tipo di lezioni o corsi di perfezionamento dal vivo. Sebbene Sexton promise quindi che l'azienda avrebbe terminato di tenere lezioni agli studenti nello Stato di New York, il procuratore generale di New York accusò l'azienda di star continuando in tale attività.
Nel marzo 2010 una lettera inviata a Trump dal commissario delegato all'istruzione superiore, Joseph Frey, affermava: "L'utilizzo della parola 'università da parte della sua azienda è ingannevole e viola la legge sull'istruzione dello Stato di New York e le regole del Consiglio dei Reggenti delle università dello Stato", così, nel giugno dello stesso anno, la "Trump University" cambiò nome in "The Trump Entrepreneur Initiative."
Infine, il 24 agosto 2013, lo Stato di New York intentò una causa civile per 40 milioni di dollari contro la Trump University accusando l'azienda di pratiche commerciali illegali e pubblicità ingannevole. Donald Trump negò comunque tali accuse, affermando, come già detto, che l'istituto aveva ottenuto il 98% di recensioni positive e che quello del procuratore generale newyorkese, Eric Schneiderman, non era altro che "un attacco politico volto a ottenere pubblicità". L'imprenditore mosse quindi un reclamo, denunciando il fatto che l'indagine del procuratore generale statale era stata accompagnata da un crollo nelle donazioni della sua campagna elettorale per le primarie del Partito Repubblicano ma, dopo un'analisi da parte di una commissione etica statale, nell'agosto 2015 il reclamo fu rigettato. A causa delle leggi sulla privacy non è però dato sapere se tale rigetto fu dovuto all'infondatezza del reclamo di Trump o al fatto che le azioni di Schneiderman non contravvenivano ad alcuna regola etica.
Schneiderman descrisse la Trump University come uno specchietto per le allodole e sottolineò in particolare il fatto che l'azienda non era un'università, accusando inoltre Trump di aver ingannato più di 5.000 persone facendo loro pagare fino a 35.000 dollari per imparare le proprie tecniche di investimento in immobili.
Nell'ottobre 2014, un giudice di New York giudicò Trump personalmente responsabile del fatto che la compagnia operasse senza la licenza richiesta.

### Cause presso la corte federale

#### Low v. Trump University, LLC
Il 30 aprile 2010, Tarla Makaeff, che nel 2008 aveva pagato alla Trump University quasi 60.000 dollari, intentò un'azione collettiva nei confronti dell'azienda presso la corte distrettuale della California Meridionale. Nella causa, denominata Makaeff v. Trump University, LLC, l'accusa chiedeva un rimborso per la Makaeff e per i precedenti clienti della Trump University, così come un risarcimento danni per interruzione di contratto, frode e false dichiarazioni. Originariamente la causa non vedeva Donald Trump come imputato, cosa che invece accadde in seguito con una modifica della denuncia. Nel febbraio 2014, il giudice distrettuale Gonzalo P. Curiel negò alla causa il riconoscimento di azione collettiva nazionale che i querelanti avevano richiesto, limitandola invece a tre stati, la California, la Florida e lo Stato di New York, basandosi su presunte infrazioni delle leggi a tutela del consumatore che egli aveva rilevato nei suddetti stati. Egli restrinse inoltre il caso a cinque degli originali quattordici querelanti.
Il 26 maggio 2010, la Trump University querelò a sua volta la Makaeff, accusandola di dichiarazioni diffamatorie nei confronti dell'azienda, che avrebbero causato a quest'ultima perdite per oltre un milione di dollari. Il 30 giugno 2010, la Makaeff replicò che le accuse di diffamazione elevate nei suoi confronti dalla Trump University erano solo un tentativo di intimidirla e di portare avanti una cosiddetta SLAPP (acronimo dell'espressione inglese "Strategic lawsuit against public participation"), ossia una pratica scorretta che nell'ordinamento italiano viene punita come "causa temeraria", e che, poiché la Trump University era una "figura pubblica" le sue accuse di diffamazione avrebbero dovuto essere corredate di prove che dimostrassero l'effettiva malafede della donna quando parlava o scriveva della Trump University. Avvalendosi quindi dello statuto anti-SLAPP della California, la Makaeff attivò delle procedure che accelerarono l'iter della richiesta di diffamazione senza ulteriori indagini.
Il 23 agosto 2010, però, il giudice distrettuale Irma E. Gonzalez stabilì che la Trump University non era considerabile come figura pubblica e che poteva procedere con la propria accusa di diffamazione senza dover avanzare prove della effettiva malafede della Makaeff. Quest'ultima si rivolse quindi alla corte d'appello del Nono Circuito, dove un consiglio di tre giudici sentenziò, il 17 aprile 2013, che la Trump University era una "figura pubblica a scopo limitato" (in inglese: Limited-purpose public figure) e che dovesse quindi presentare le sopraccitate prove rimandando poi di nuovo il caso alla corte distrettuale. Alla fine, dopo ulteriori vicende processuali, il 16 giugno 2014, il giudice Gonzalo P. Curiel decise in favore della Makaeff e rigettò le accuse di diffamazione. La Makaeff poi, su invito della corte, presentò quelli che erano stato i costi che aveva dovuto sopportare per difendersi dalle sopraccitate accuse, chiedendo un rimborso di 1,3 milioni di dollari. Il 20 aprile 2015, quindi, il giudice Curiel condannò la Trump University a rimborsare alla Makaeff 798.000 dollari di spese legali.
Nel novembre 2015, la corte distrettuale sentenziò su una mozione di giudizio sommario mossa da Trump. In un documento di 44 pagine, la corte rifiutò tale mozione sulla maggior parte della accuse, rilevando invece come ci fosse un motivo valido alle accuse di pratiche e pubblicità ingannevoli mosse dai querelanti, come tali pratiche violassero le leggi a tutela del consumatore vigenti in California, in Florida e nello Stato di New York, e come fosse quindi opportuno che si procedesse con un processo. Tuttavia, la corte accolse la mozione di giudizio sommario relativa ad un'ingiunzione avanzata dai querelanti, in quanto la Trump University aveva cessato di iscrivere studenti nel luglio 2010 e da allora non aveva più venduto seminari o altri programmi di studio.
Il 21 marzo 2016, nonostante le obiezioni degli avvocati della Trump University, il giudice Curiel permise alla Makaeff di ritirarsi dal ruolo di querelante principale a causa delle difficoltà emotive da essa lamentate per via dell'esposizione pubblica a cui il processo l'aveva sottoposta, nominando al suo posto Sonny Low, ex agente in pensione dello U.S. Foreign Service. In conseguenza di ciò, la causa fu rinominata Low v. Trump University, LLC.

#### Cohen v. Trump
Il 18 ottobre 2013, l'imprenditore californiano Art Cohen intentò a sua volta una causa civile, ribattezzata Art Cohen v. Donald J. Trump, sempre presso la corte distrettuale della California Meridionale, come azione collettiva per conto dei consumatori statunitensi che a partire dal 1º gennaio 2007 avevano acquistato dalla Trump University i servizi conosciuti come "Live Events". Secondo l'accusa, l'azienda aveva violato il Racketeer Influenced and Corrupt Organizations Act, avendo messo in piedi uno schema per frodare i clienti. La denuncia indicava Donald Trump come unico imputato e richiedeva sia il rimborso dovuto più un'ammenda punitiva.
In una sentenza del 24 ottobre 2014, il giudice Gonzalo P. Curiel valutò che l'azione collettiva portata avanti da Cohen avesse prosentato abbastanza prove perché si potesse procedere con un processo. Alan Garten, consigliere generale della Trump Organization, disse che la Trump University sarebbe ricorsa in appello nei confronti della decisione di Curiel, il quale, secondo Garten, aveva mostrato "un evidente disprezzo per la legge". Tuttavia, gli avvocati di Trump non avanzarono mai nessuna mozione nei confronti del giudice anche perché, secondo alcuni esperti legali, una simile mozione sarebbe sembrata priva di fondamento legale e sarebbe stata quasi certamente rigettata.
Nel maggio 2016, Curiel stabilì come data di inizio del processo il 28 novembre 2016, quindi dopo le elezioni presidenziali, mentre la giuria fu scelta diverse settimane prima.
Nell'agosto 2016, la corte distrettuale rigettò una mozione per giudizio sommario avanzata da Trump, sentenziando che ci fossero sufficienti prove contro di lui perché il caso finisse in tribunale.
Il 10 novembre 2016, il giudice Curiel respinse la richiesta di Trump di ritardare il processo fino a dopo il suo insediamento come Presidente degli Stati Uniti d'America. Allo stesso tempo Curiel sollecitò le parti in causa ad adoperarsi per un patteggiamento, ed entrambe le parti accettarono un'offerta di intermediazione da parte del giudice distrettuale Jeffrey T. Miller volta a facilitare un tale accordo.

#### Rilascio pubblico di documenti processuali
Il 27 maggio 2016, Curiel acconsentì alla richiesta del The Washington Post di rendere pubblici alcuni dei documenti processuali che facevano parte del caso, in quanto, secondo il giudice, essi erano ormai già pubblicamente disponibili e si trattava in effetti solo di documenti piuttosto comuni. I documenti pubblicati includevano le istruzioni date agli impiegati per mettere in atto approcci aggressivi di vendita, così come deposizioni in cui ex impiegati della Trump University dichiaravano che l'azienda aveva decisamente truffato i propri studenti e mentito loro.
Il 2 agosto 2016, la corte respinse la richiesta del The Washington Post e di altri media di rendere di pubblico dominio ore di testimonianze filmate provenienti dalle due deposizioni di Trump nel caso Cohen risalenti al novembre 2015 e al gennaio 2016. Le trascrizioni di quelle deposizioni erano comunque già disponibili da tempo e mostravano come Trump avesse mentito nelle pubblicità in cui affermava di aver personalmente scelto gli insegnanti della Trump University. Il motivo per cui Curiel negò il consenso alla richiesta fu proprio che l'interesse del pubblico circa quelle deposizioni era già stato, secondo lui, ampiamente soddisfatto dalla suddette trascrizioni.

#### Dichiarazioni di Trump sul giudice Curiel
Durante i suoi comizi tenuti nel corso della campagna per le primarie del Partito Repubblicano, Trump definì ripetutamente il giudice Curiel un "hater" descrivendolo come uno "spagnolo" e un "messicano" (Curiel è nato in Indiana da genitori messicani immigrati negli USA) e affermando che il giudice avrebbe dovuto ricusare se stesso estromettendosi dal caso. L'unico commento di Curiel fu quello di scrivere in un verbale procedurale che Trump aveva "messo in dubbio l'integrità dei procedimenti giudiziari in questione". I riferimenti di Trump all'etnia di Curiel, così come il suo commento secondo cui qualcuno "avrebbe dovuto controllare a fondo" il giudice, allarmarono gli esperti giuridici, i quali espressero preoccupazione circa l'effetto di tali commenti sull'indipendenza giudiziaria.
Riguardo a questo, Trump tenne un lungo discorso nel quale disse che le sue critiche al giudice erano state del tutto "ricostruite" e che i suoi dubbi circa l'imparzialità di Curiel non dipendevano solo dalla sua etnia ma da come egli avesse fino ad allora condotto il caso.

### Patteggiamento
Il 18 novembre 2016, fu reso noto che Trump si era accordato per una pagamento di 25 milioni di dollari al fine di patteggiare le due azioni collettive e la causa newyorkese. Di questa somma 21 milioni dovrebbero andare ai partecipanti alle due class action, 3 milioni ai newyorkesi non rientranti all'interno delle suddette azioni collettive, e un milione allo Stato di New York come pagamento dell'ammenda per aver avviato un'università senza licenza. Gli avvocati dei querelanti accettarono i pagamenti e decisero di lavorare pro bono onde massimizzare il risarcimento che sarebbe spettato ai quasi 7.000 ex studenti della Trump University. Il patteggiamento specifica anche che Trump, che aveva precedentemente annunciato che non avrebbe mai patteggiato, non ammette di aver fatto nulla di sbagliato. La procedura fu mediata dal giudice distrettuale Jeffrey T. Miller, che offrì i propri servizi in seguito al sopraccitato invito di Curiel del 10 novembre. Proprio quest'ultimo approvò infine il patteggiamento il 31 marzo 2017. Tuttavia, tutti i pagamenti sono a tutt'oggi in stallo, poiché un membro di una delle azioni collettive ha deciso di non accettare il patteggiamento e proseguire invece con una causa individuale il cui iter è poi iniziato nel novembre 2017.
Il procuratore generale dello Stato di New York, Eric Schneiderman, ha affermato che il patteggiamento e il pagamento di Trump "è una stupefacente sconfitta di Donald Trump e una grande vittoria per le oltre 6.000 vittime della sua fraudolenta università." Trump stesso ha affermato di aver patteggiato "per una piccola percentuale di quello che sarebbe stato il potenziale risarcimento" e perché era troppo impegnato, come presidente eletto, per affrontare quel processo. Egli ha anche aggiunto che: "L'UNICO lato negativo della Presidenza è che non ho avuto il tempo di affrontare un lungo ma vittorioso processo inerente alla Trump U. Accidenti!"

### Ulteriori indagini
Nel 2010, l'ufficio del procuratore generale del Texas, Greg Abbott, effettuò un'indagine sulla Trump University. In quel caso non furono intentate cause giudiziarie ma, dopo uno scambio di comunicazioni con gli investigatori inerente alla lista dei clienti e ad alcuni altri documenti interni, la Trump University terminò ogni operazione nello Stato, incluse pubblicità, presentazioni gratuite e seminari di tre giorni.
Nel settembre 2013, l'ufficio del procuratore generale della Florida, Pam Bondi, annunciò di aver preso in considerazione l'ipotesi di affiancare la causa newyorkese nei confronti della Trump University. Quattro giorni dopo, la Donald J. Trump Foundation fece una donazioni di 25.000 dollari alla "And Justice for All", un'associazione facente parte del gruppo 527 che supportava la campagna per la rielezione di Bondi. In seguito a questo, il procuratore decise di non unirsi alla causa intentata dallo Stato di New York. Stando a quanto affermato da un portavoce di Bondi, quest'ultima aveva personalmente sollecitato una donazione da parte di Trump diverse settimane prima che il suo ufficio emettesse il sopraccitato annuncio. Nel marzo 2016, l'associazione Citizens for Responsibility and Ethics in Washington (CREW) avanzò però un reclamo all'IRS, l'istituto statunitense di riscossione delle tasse, circa la potenziale illegalità di tale donazione. Nel settembre 2016, fu annunciato che quella donazione aveva però violato le leggi riguardanti i finanziamenti a politici da parte di organizzazioni senza scopo di lucro e che Donald Trump aveva rimborsato la fondazione con i propri soldi pagando inoltre 2.500 dollari di multa all'ufficio delle imposte. Lo stesso Trump negò poi che la donazione fosse in qualche modo connessa alla causa che vedeva imputata la Trump University sostenendo che fosse invece legata all'ottimo lavoro come procuratore generale svolto dalla Bondi.

## Problemi nelle campagne elettorali
Durante le primarie del Partito Repubblicano del 2016, gli avversari di Trump tirarono spesso in ballo la Trump University al fine di screditare l'imprenditore. Mitt Romney, in un comizio dei primi di marzo disse: "Donald Trump è un falso, un imbroglio. Le sue promesse sono tanto valide quanto un diploma della Trump University", mentre i senatori Ted Cruz e Marco Rubio sollevarono la questione della Trump University durante dibattiti televisivi tenuti in febbraio e in marzo. In merito, Trump ebbe a dire che l'università era solo un "piccolo affare" e che le valutazioni degli studenti erano sempre state incredibilmente positive. Egli disse inoltre che le cause giudiziarie facevano parte di quel tipo di business e che ne avrebbe potuto vincere la maggior parte. Circa una delle azioni collettive il futuro presidente statunitense ebbe a dire: "Avrei potuto patteggiare molte volte. Potrei chiuderla ora con una piccola somma, ma non voglio farlo per principio".
Anche durante la campagna elettorale per le elezioni presidenziali del 2016 la Trump University non fu trascurata dagli avversari di Trump. Hillary Clinton, infatti, usò spesso le accuse rivolte all'istituto in comizi e in pubblicità elettorali.

## Nella cultura di massa
Nel giugno la Trump University è stata oggetto di una serie della durata di una settimana della striscia comica Doonesbury.
L'istituto fu anche bersaglio di numerose battute in un mini episodio della serie Will and Grace mandato in onda nel settembre 2016 e creato per raccogliere voti in favore di Hillary Clinton. In una scena, Karen dice di aver mandato al college la sua colf sudamericana, Rosario, e più tardi si viene a sapere che il corso di studi seguito da Rosario era quello di "Spolveratura".